# Leptogium floridanum
Leptogium floridanum är en lavart som beskrevs av Sierk. Leptogium floridanum ingår i släktet Leptogium och familjen Collemataceae.   Inga underarter finns listade i Catalogue of Life.